# FLEXCEED
FLEXCEED株式会社（フレクシード、英: FLEXCEED Co.,Ltd.)は、茨城県那珂市に本社を置く、各種の半導体パッケージ用フィルム基板（TABテープTape Automated Bonding)およびLSIパッケージ実装を主体に製造、販売するメーカーである。
2011年3月の日立電線、2012年6月の三井金属鉱業による液晶パネル用COF (Chip On Film) テープ事業撤退により、FLEXCEEDが日本唯一のCOFテープメーカーとなった。

## 沿革
- 1971年 新藤電子工業株式会社として会社設立
- 1972年 プリント配線基板の量産を開始
- 1974年 TCP(Tape Carrier Package)の量産を開始
- 1997年 那珂工場竣工
- 1999年 COF(Chip On Film)の量産を開始
- 2004年 那珂第2工場竣工
- 2012年3月 会社更生法の適用を申請[1]
- 2013年3月 ジャフコなどの支援により更生計画に基づく弁済を完了し、更生手続を終結[2]
- 2013年3月 日立電線株式会社より、μBGAや2Metal TABなどを主力としたパッケージ材料事業を譲受（現、助川工場）[3]
- 2015年7月 FLEXCEED株式会社（フレクシード）に社名変更[4]

## 主要事業所
- 東京営業所- 千葉県柏市
- 本社 那珂工場 - 茨城県那珂市
- 助川工場 - 茨城県日立市